# Panda Security
Panda Security （パンダ セキュリティ）は1990年にスペインのビルバオで設立されたアンチウイルスソフトウェアなどのコンピュータセキュリティ製品を開発・販売している企業。1996年にはスペイン以外でも製品の販売を開始し、日本では2003年1月より販売活動を行っている。当初のブランド名及び企業名はPanda Software。
本拠をビルバオとマドリードに置き、米国、ドイツ、ベネルクス、フランス、オーストリア、英国、スウェーデン、中国、日本に子会社がある。日本法人の名称はPS Japan株式会社で、国内総代理店（当時）のITXイー・グローバレッジのPanda Security製品の業務を移管する形で、2007年10月に設立された。

## 製品
- Panda Antivirus

アンチウイルスソフトウェアとアンチスパイソフトウェアの機能があわさったソフトウェア。
- Panda Cloud Antivirus

アンチウイルス、アンチスパイウェア、アンチrootkit等の機能をクラウド上で実行するソフトウェア (SaaS)。
- Panda Antivirus + Firewall

アンチウイルスソフトウェア、アンチスパイソフトウェア、ファイアウォールの機能があわさったソフトウェア。
- Panda Internet Security

アンチウイルスソフトウェア、アンチスパイソフトウェア、ファイアーウォール、フィッシング対策などの機能があわさったソフトウェア。インターネットセキュリティスイートの一つ。
- Panda Gate Defender Performa

企業向け製品で、インライン型のアンチマルウェアアプライアンス。インスタントメッセージング、P2Pなどの防御機能や、Webフィルタリング機能を備える。